# Trichiidae
Die Trichiidae sind die größere der beiden Familien der Schleimpilze in der Ordnung der Trichiida. Sie umfasst zwölf Gattungen mit insgesamt rund 80 Arten. Die Familie ist weltweit verbreitet.

## Merkmale
Die Fruchtkörper sind Sporangien oder Plasmodiokarpe (bei Metatrichia Pseudoaethalien), das Peridium ist ein- oder zweilagig und ganz oder als Kelchansatz dauerhaft. Die einfachen oder verzweigten Capillitiumsfäden messen in der Regel mehr als 2 Mikrometer im Durchmesser, sind röhrenförmig und innen hohl, die Oberfläche ist nicht glatt.

## Systematik
Die Trichiidae wurden 1873 von Józef Tomasz Rostafiński als Tribus erstbeschrieben. Die Familie umfasst zwölf Gattungen mit insgesamt rund 80 Arten.
- Familie Trichiidae
  - Trichia
  - Arcyriatella
  - Prototrichia
  - Cornuvia
  - Oligonema
  - Calonema
  - Arcyodes
  - Arcyria
  - Perichaena
  - Metatrichia
  - Hemitrichia
  - Minakatella

## Nachweise
1. 1 2  Marie L. Farr: Myxomycetes. In: Flora Neotropica. Band 16. The New York Botanical Garden, New York 1976, ISBN 0-89327-009-1, S. 58–59.
2. 1 2  Michael J. Dykstra, Harold W. Keller: Mycetozoa In: John J. Lee, G. F. Leedale, P. Bradbury (Hrsg.): An Illustrated Guide to the Protozoa. Band 2. Allen, Lawrence 2000, ISBN 1-891276-23-9, S. 965–967 (englisch).